# Phialide
Pour un article plus général, voir conidie.

Conidiophore du genre Aspergillus

Une phialide est, chez les champignons ascomycètes (Fungi), une cellule en forme de flacon composée d'un ventre et d'un col. Elle bourgeonne à partir d'un point végétatif du conidiophore et est productrice de conidies, les cellules reproductrices asexuées des formes anamorphes ; les conidies sont alors nommées « phialospore ». La phialide peut produire des conidies en tête, c'est-à-dire simples et groupées ou en chaînes, c'est-à-dire les unes à la suite des autres et attachées ensembles, sans qu'elles ne soient jamais ramifiées.
Ce terme est inventé par le mycologue français Jean Paul Vuillemin en 1910 et provient du grec ancien φιάλη, phiala (« fiole », « flacon »).
La partie mérismatique productrice de conidies se situe au niveau du col, au dessus du ventre. Pendant la croissance, un seul noyau, des mitochondries et d'autres organites cellulaires dérivés de la vésicule du conidiophore migrent à l'intérieur de chaque phialide. À maturité, ces dernières se détachent de la vésicule par un septum basal, donnant naissance à la forme caractéristique de fiole. Les conidies se forment à l'extrémité des phialides lorsque les noyaux individuels se divisent par mitose, donnant naissance à deux nouveaux noyaux filles. Un de ces noyaux migre ensuite vers le sommet, générant la première conidie, et le processus se répète.
Les phialides sont généralement simples, dite nues : les phialospores sont produites au sommet du col. Elles peuvent aussi présenter une collerette : une partie de la paroi prolonge le col en étant évasée ou plus ou moins cylindrique. Par exemple le genre Phialophora. Elles peuvent également présenter un long col à peu près cylindrique qui prolonge le ventre de la phialide. Plusieurs conidies sont produites en chaîne. Elles sont alors qualifiées d'endophialide. Par exemple Chalara elegans. Toutes les phialides n'ont pas la forme typique de flacon, ni une position terminale.

Quelques phialides
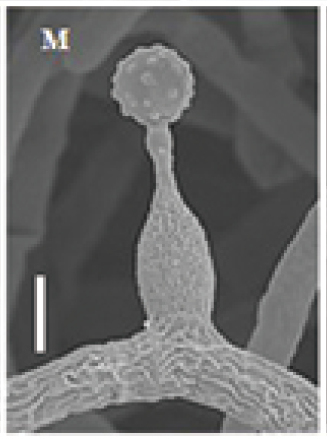
Phialide d'Ophiocordyceps termiticola.
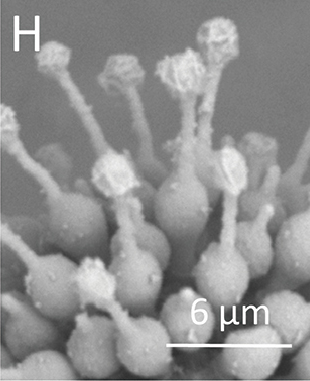
Phialides d'Escovopsis clavatus.
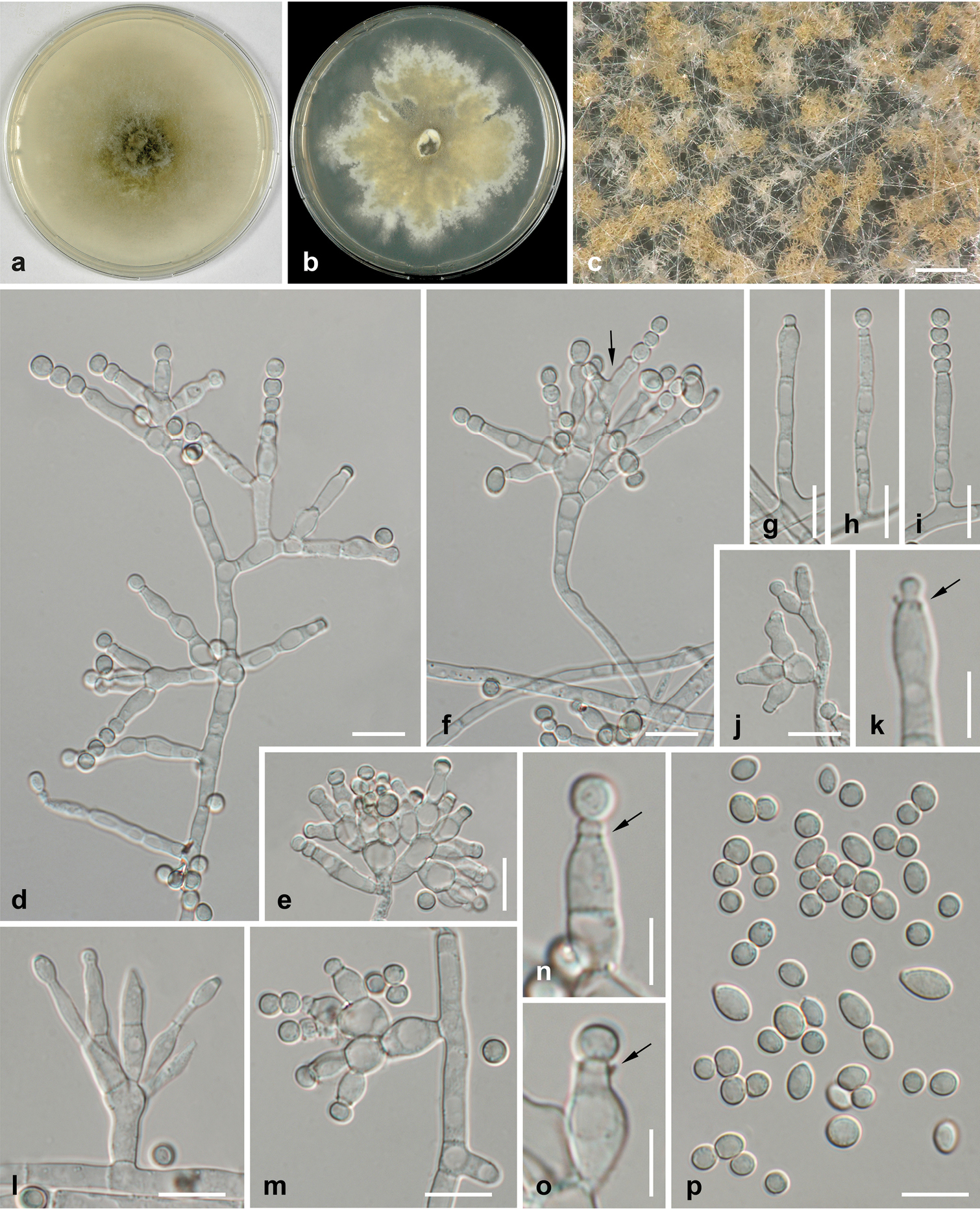
Phialide à collerette d'Ochraceocephala foeniculi.
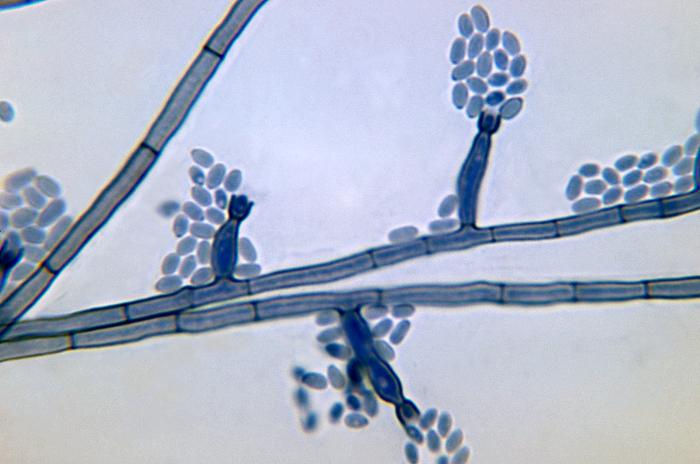
Phialides de Phialophora verrucosa.
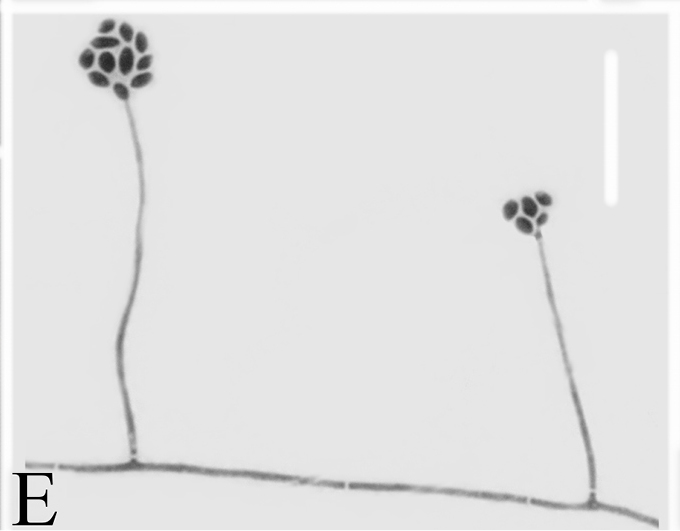
Phialides de Simplicillium lepidopterorum.
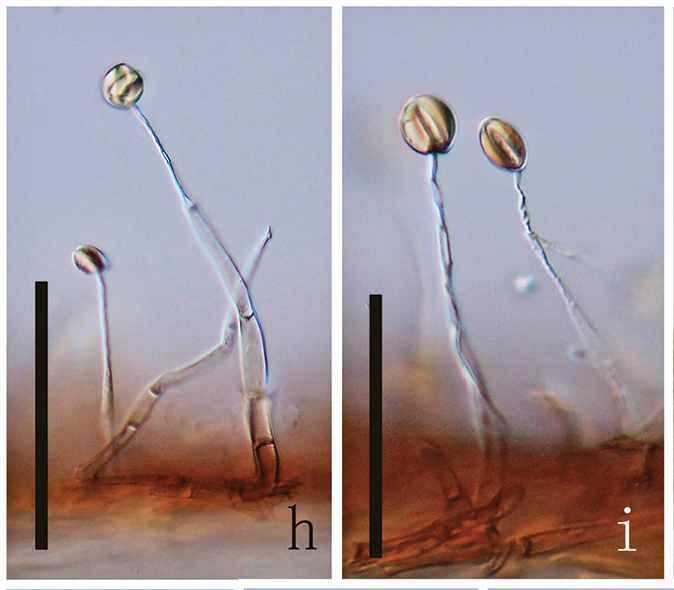
Phialides d'Ophiocordyceps sporangifera.